# 東旁遮普
東旁遮普是印度在1947年至1956年之間存在的一個行政區，前身是英屬印度的旁遮普省。1956年，東旁遮普與伯蒂亞拉和東旁遮普聯合邦合併為旁遮普邦。1966年，旁遮普地區再次按語言進行政區重劃。